# براد بنسون
براد بنسون (بالإنجليزية: Brad Benson)‏ هو لاعب كرة قدم أمريكية أمريكي، ولد في 25 نوفمبر 1955 في ألتونا في الولايات المتحدة.

## وصلات خارجية
- براد بنسون على موقع مرجع كرة القدم المحترفة.كوم (الإنجليزية)